# 任天堂統合開発本部
任天堂統合開発本部（にんてんどうとうごうかいはつほんぶ、英: Nintendo Integrated Research & Development、IRD）は、かつて存在した任天堂の開発部門であり、任天堂の据え置き型ゲーム機のハードウェアおよび関連周辺機器の生産に関わるあらゆる業務を担当していた部門である。1970年代に設立され、エンジニアの竹田玄洋が本部長を務めた。当初は任天堂開発第三部（R&D3）として製造本部に所属しており、様々なハードウェア技術の開発を担い、さらにアーケードゲームや家庭用ゲームタイトルの開発も行った。
統合開発本部は、2つの部門が併存していた。統合開発部が任天堂の据え置き型ゲーム機のハードウェアおよび関連周辺機器の開発を担当し、開発技術部（RED）は任天堂の携帯型ゲーム機のハードウェアおよび関連周辺機器の開発を担当していた。両部門はさらにいくつかのグループに分かれていた。ソフトウェア部門とは異なり、ハードウェアグループはたいていのプロジェクトで協力して作業を進めていた。

## 歴史
1980年12月、竹田玄洋は任天堂開発第三部の部長に昇進した。
2000年、技術が3Dの時代に進化する中で、竹田のチームは事業部門として独立し総合開発本部を設立した。この部門では、次世代任天堂コンソールの基盤となる急速に進化するハードウェアを研究・テストするため、長期間にわたる取り組みが行われるようになった。  
2013年2月16日、任天堂は開発技術本部が統廃合され、総合開発本部を基盤に新設された統合開発本部に吸収されると発表した。2015年9月16日、統合開発本部は任天堂システム開発本部と統合され、任天堂技術開発本部（PTD）となった。

## 開発されたハードウェア
本部長:竹田玄洋
統合研究開発部門は、任天堂の据え置き型家庭用ゲーム機および関連周辺機器のハードウェア開発チームであった。この部門は5つの異なるグループに分かれており、ほとんどのプロジェクトで協力しながら作業を進めていた。各グループは一般的に製品設計の異なる側面に焦点を当てていた。部門長の竹田玄洋およびほとんどの主任エンジニアは、任天堂の開発第三部ハードウェア部門出身であった。先述のように、開発第三部（R&D3）として設立された当初はアーケードゲームや家庭用ゲームの開発も行っていた。
| 年               | タイトル                                 | プラットフォーム            |
| ---------------- | ---------------------------------------- | --------------------------- |
| 1984年           | パンチアウト!!                           | アーケード                  |
| 1984年           | スーパーパンチアウト!!                   | アーケード                  |
| 1985年           | アームレスリング                         | アーケード                  |
| 1985年           | ファミコン/NESカートリッジ               | ファミリーコンピュータ      |
| 1986年           | プロレス                                 | ファミリーコンピュータ      |
| 1987年           | マイクタイソン・パンチアウト!!           | ファミリーコンピュータ      |
| 1990年           | StarTropics                              | ファミリーコンピュータ      |
| 1994年           | Zoda's Revenge: StarTropics II           | ファミリーコンピュータ      |
| 1994年           | スーパーパンチアウト!!                   | スーパーファミコン          |
| 1996年           | NINTENDO 64                              | ハードウェア                |
| 1996年           | パイロットウイングス64                   | NINTENDO 64                 |
| 1996年           | コントローラパック                       | NINTENDO 64                 |
| 1997年           | 64GBパック                               | NINTENDO 64                 |
| 1997年           | 振動パック                               | NINTENDO 64                 |
| 1998年           | 拡張パック                               | NINTENDO 64                 |
| 1999年           | 64DD                                     | NINTENDO 64                 |
| 2001年           | ニンテンドー ゲームキューブ              | ハードウェア                |
| 2001年           | ニンテンドー ゲームキューブ コントローラ | ニンテンドー ゲームキューブ |
| 2001年           | メモリーカード                           | ニンテンドー ゲームキューブ |
| 2002年           | メモリーカード251                        | ニンテンドー ゲームキューブ |
| 2002年           | ワイヤレスコントローラー WaveBird        | ニンテンドー ゲームキューブ |
| 2003年           | ゲームボーイプレーヤー                   | ニンテンドー ゲームキューブ |
| 2006年           | Wii                                      | ハードウェア                |
| 2006年（2010年） | Wiiリモコン（プラス）                    | Wii                         |
| 2006年           | ヌンチャク                               | Wii                         |
| 2006年（2009年） | クラシックコントローラ（PRO）            | Wii                         |
| 2006年           | Wiiコンポーネントケーブル                | Wii                         |
| 2007年           | Wiiザッパー                              | Wii                         |
| 2008年           | Wiiハンドル                              | Wii                         |
| 2008年           | Wiiバランスボード                        | Wii                         |
| 2008年           | Wiiスピーク                              | Wii                         |
| 2009年           | Wiiモーションプラス                      | Wii                         |
| 2012年           | ニンテンドー3DS LL                       | ハードウェア                |
| 2012年           | Wii U                                    | ハードウェア                |
| 2012年           | Wii U GamePad                            | Wii U                       |
| 2012年           | Wii U PROコントローラー                  | Wii U                       |
| 2013年           | ニンテンドー2DS                          | ハードウェア                |
| 2014年           | Newニンテンドー3DS                       | ハードウェア                |
| 2014年           | Newニンテンドー3DS LL                    | ハードウェア                |